# Michael Devin
Michael „Mike“ Devin (* 5. Oktober 1987 in Scituate, Massachusetts) ist ein ehemaliger US-amerikanischer Eishockeyspieler, der im Verlauf seiner aktiven Karriere unter anderem für den SC Riessersee in der 2. Eishockey-Bundesliga gespielt hat. Michael Devin hat einen Zwillingsbruder, Joe Devin, welcher ebenfalls professioneller Eishockeyspieler war.

## Karriere
Devin begann seine Karriere bei den Nanaimo Clippers in der British Columbia Hockey League. Nach einem Jahr wechselte er zur Cornell University in die National Collegiate Athletic Association. Dort spielte er vier Saisons und konnte in der Saison 2009/10 die NCAA-Meisterschaft mit seinem Team feiern. Im darauffolgenden Jahr wurde Devin in das NCAA-Third All-Star Team gewählt.
Zur Saison 2011/12 wechselte Devin ins ECHL-Team der Elmira Jackals, mit welchen er bis ins Conference Halbfinale kam, dort aber in der Serie mit 1:4 gegen die Florida Everblades ausschied. Im Juni 2012 wurde sein Wechsel zum SC Riessersee in die 2. Eishockey-Bundesliga bekannt, nachdem er den Kontakt zu Tim Regan gesucht hatte.
Nach einer Spielzeit verließ der US-Amerikaner den deutschen Zweitligisten und wechselte zu den Coventry Blaze in die britische Elite Ice Hockey League.
Für die Saison 2014/15 kehrte Devin in die Vereinigten Staaten zurück und schloss sich in der Folge im November 2014 den South Carolina Stingrays	mit Spielbetrieb in der ECHL an. Nach lediglich sieben ECHL-Spielen wurde der Verteidiger im selben Monat aus seinem Vertrag entlassen und trat danach im professionellen Eishockey nicht mehr in Erscheinung.

## Erfolge und Auszeichnungen
- 2010 NCAA-Division-I-Championship mit der Cornell University
- 2011 NCAA Third All-Star Team

## Karrierestatistik
(Legende zur Spielerstatistik: Sp oder GP = absolvierte Spiele; T oder G = erzielte Tore; V oder A = erzielte Assists; Pkt oder Pts = erzielte Scorerpunkte; SM oder PIM = erhaltene Strafminuten; +/− = Plus/Minus-Bilanz; PP = erzielte Überzahltore; SH = erzielte Unterzahltore; GW = erzielte Siegtore; 1 Play-downs/Relegation; Kursiv: Statistik nicht vollständig)